# Matti Siimanainen
Matti Siimanainen (* 11. Oktober 1920 in Joutseno, Südkarelien; † 20. November 2010 in Toronto, Ontario) war ein finnischer Ringer, der vornehmlich im griechisch-römischen Stil antrat. Seinen größten Erfolg feierte er mit dem Weltmeistertitel im Jahr 1950.
Beim Weltmeisterturnier 1950 in Stockholm gewann er den Titel im Weltergewicht. Er gewann unter anderem gegen den Türken Celal Atik, Olympiasieger 1948 im Leichtgewicht und zweifacher Europameister und gegen den Schweden Gösta Andersson, Olympiasieger 1948 im Weltergewicht. Siimanainen, der international zuvor nicht in Erscheinung getreten war, wurde somit überraschend Weltmeister. 
Nach diesem Erfolg wurde es um Siimanainen wieder ruhiger, er trat nicht mehr bei internationalen Titelkämpfen an.
Finnischer Meister wurde Matti Siimanainen 1947 und 1949. Er rang für die Vereine Korven Honka aus Joutseno und dem Helsingin Atleettiklubi.

## Erfolge
- 1950, 1. Platz, WM in Stockholm, GR, We, vor Celal Atik, Türkei, und Gösta Andersson, Schweden

## Finnische Meisterschaften
- 1947, 1. Platz, GR, bis 73 kg, vor Eino Virtanen und Veikko Tarvainen
- 1948, 3. Platz, GR, bis 73 kg, hinter Lauri Kangas und Veikko Männikkö
- 1949, 1. Platz, GR, bis 73 kg, vor Veikko Männikkö und Veikko Laitinen

## Belege
1. ↑  Bild des Gedenksteins auf Willimiehen jäljillä, finnisch, abgerufen am 24. Januar 2014

| Personendaten    | Personendaten      |
| ---------------- | ------------------ |
| NAME             | Siimanainen, Matti |
| KURZBESCHREIBUNG | finnischer Ringer  |
| GEBURTSDATUM     | 11. Oktober 1920   |
| GEBURTSORT       | Joutseno           |
| STERBEDATUM      | 20. November 2010  |
| STERBEORT        | Toronto, Ontario   |